# Super Hits, Volume 3
Super Hits, Volume 3 é um álbum da banda Little Texas, lançado em 2000.

## Faixas
| N.º            | Título                        | Compositor(es)                               | Duração |  |
| 1.             | "Some Guys Have All the Love" | Porter Howell / Dwayne O'Brien               | 2:53    |  |
| 2.             | "God Blessed Texas"           | Porter Howell / Brady Seals                  | 3:27    |  |
| 3.             | "First Time for Everything"   | Porter Howell / Dwayne O'Brien               | 4:01    |  |
| 4.             | "My Love"                     | Tommy Barnes / Porter Howell / Brady Seals   | 4:06    |  |
| 5.             | "Bad for Us"                  | Porter Howell / Dwayne O'Brien / Tom Shapiro | 3:14    |  |
| 6.             | "Cry On"                      | Porter Howell / Dwayne O'Brien / Brady Seals | 3:07    |  |
| 7.             | "Only Thing I'm Sure Of"      | Porter Howell / Dwayne O'Brien / Brady Seals | 3:26    |  |
| 8.             | "Yesterday's Gone Forever"    | Dwayne O'Brien / Jim Rushing                 | 3:23    |  |
| 9.             | "I'd Hold on to Her"          | Porter Howell / Dwayne O'Brien / Brady Seals | 3:06    |  |
| 10.            | "Kick a Little"               | Porter Howell / Dwayne O'Brien / Brady Seals | 3:42    |  |
| Duração total: | Duração total:                | Duração total:                               | 34:25   |  |